# قضاء (تقسيم إداري)
القضاء (الجمع: أقضية) هو نوع من أنواع التقسيمات الإدارية. وهو في الغالب بالمرتبة الثانية في هرمية الوحدات الإدارية بعد المحافظة أو الولاية.